# NForce 500

nForce 500系列，是NVIDIA推出的第五代主機板晶片組，是nForce 4的後繼產品。支援AMD的Socket AM2處理器，於2006年3月7日首次公開，並於5月23日與Socket AM2處理器同日推出。

## 產品規格
- 支援SLI雙卡、日後推出的Quad SLI多卡技術及SLI LinkBoost功能。
- 支援最多6部SATA 3Gb/s硬碟機及10組USB 2.0裝置。
- 只支援一个IDE接口。
- 支援雙重RAID 5。
- 支援五大技術：
  - LinkBoost技术
  - FirstPacket技术
  - DualNet技术
  - Teaming技术
  - TCP/IP加速技术
  - MediaShield技术
  - nTune 5.0

## 產品型號

### AMD平臺

#### nForce 590 SLIMCP
- 採用南北桥设计。
- 南北桥各提供16条PCI Express管线，支援真正的双PCI-E 16x，將SLi效能完全發揮。
- 极致的双GPU支持，支持所有特性和Quad SLI技术。
- 北桥為C51XE、南桥為MCP55XE。南北桥採用HyperTransport 5x連接，頻寬高達8 GB/s。整套芯片组一共提供48条PCI Express管线。
- 南桥支援兩個千兆以太网络接口。
- 提供6个SATA-2接口，1个ATA接口。

#### nForce 570 SLI
- 性能级双GPU支持，缺少SLI LinkBoost技术。
- 总共28条PCI Express管线。

#### nForce 570 LT SLI
效能與nForce 570 SLI相近，但功能有所削減。包括PCI-E通道減至19條，只支援4個SATA接口，只有一個網絡接口，不包含TCP/IP加速技術和Teaming网络技术。當然保持支援SLI技術，從名稱可推測，這個晶片組是衝著AMD的570X晶片組而來。

#### nForce 570 (Ultra)
- 性能级单GPU支持，缺少SLI技术。
- 总共20条PCI Express管线。

#### nForce 550
- 主流单GPU支持，没有SLI和RAID 5技术，并且只有一个网络接口和4个SATA接口。
- 总共20条PCI Express管线。

#### nForce 510
它是nForce 550的簡化版本，分別是刪去了一組GbE和一組PCI-E。

#### nForce 500
是nForce 4晶片組系列的更名產品。與其他nForce 5產品的分別是它能提供兩組IDE介面，但只有四組SATA介面。
- nForce 500 SLI
- nForce 500 Ultra
- nForce 500

### Intel平臺

#### nForce 590 SLI
在2006年7月27日发布，支援Intel的Core 2 Duo处理器

#### nForce 570 SLI
在2006年7月27日发布，支援Intel的Core 2 Duo处理器